# Debate
Debate és una editorial espanyola fundada el 1977, que actualment forma part del Grup Penguin Random House Grupo Editorial.

## Història
Va ser fundada en març de 1977 per Ángel Lucía i un grup d'amics, membres de la Universitat Complutense de Madrid. Inicialment va contar amb l'assessoria de Víctor García Hoz, Juan del Val i Gregorio Peces Barba. El 1979, un dels socis fundadors, Francisco Pabón, va esdevenir director literari de l'empresa. El primer gran èxit de l'editorial fou Crónica del desamor, de Rosa Montero. El 1984 es va iniciar la col·lecció Tribuna feminista, gestionada per Lourdes Lucía i al cap de poc temps va començar la publicació de la Biblioteca Breve. Durant la resta dels anys 80 va destacar la publicació de l'obra Historia ilustrada de España. Pabón moriria el 1989. Durant aquest període l'empresa va publicar tant assaig com novel·la, llibres infantils o de cuina. Entre els seus autos més destacats s'inclouen Clara Sánchez, Emma Cohen, Rafael Chirbes, Alejandro Gándara i Fernando Fernán Gómez, entre d'altres. També han publicat traduccions d'autors que posteriorment han rebut un Premi Nobel, com V.S. Naipaul, Le Clézio o Alice Munro, així com les obres completes de Dashiell Hammett i Raymond Chandler. En el sector d'assaig destaca l'obra de Stephen Hawking, i a nivell de gastronomia els llibres de Karlos Arguiñano.
L'any 1994 Debate va passar a formar part de Bertelsmann i el 2001 el fundador Ángel Lucía va deixar el segell en mans de Constantino Bértolo. Poc després, el 2004, es va convertir en el segell de no ficció de Random House Mondadori, que s'acabava de crear, i des de llavors s'ha especialitzat en la publicació d'assaig i periodisme narratiu, amb autors com Paul Preston, Anna Politkóvskaia, Julia Child, George Orwell, Manuel Vázquez Montalbán o Félix de Azúa, entre molts altres.